# Pastinaca cordata
Pastinaca cordata är en flockblommig växtart som beskrevs av Calest. Pastinaca cordata ingår i släktet palsternackor, och familjen flockblommiga växter. Inga underarter finns listade i Catalogue of Life.